# Condado de Lackawanna
O Condado de Lackawanna é um dos 67 condados do Estado americano da Pensilvânia. A sede do condado é Scranton, e sua maior cidade é Scranton. O condado possui uma área de 1 203 km²(dos quais 15 km² estão cobertos por água), uma população de 213 295 habitantes, e uma densidade populacional de 180 hab/km² (segundo o censo nacional de 2000). O condado foi fundado em 2 de março de 1831.